# František Modráček
František Modráček (8. září 1871 Habroveč, Louka – 23. března 1960 Praha) byl československý politik, meziválečný poslanec a senátor Národního shromáždění, člen Československé sociálně demokratické strany dělnické, počátkem 20. let předák krátce existující Socialistické strany československého lidu pracujícího.

## Biografie
Byl vyučeným řezbářem. Politicky aktivní byl již za Rakouska-Uherska. Už koncem 19. století se zapojil do anarchistického hnutí. Od roku 1893 pobýval v Praze (předtím byl krátce vězněn ve Vídni za rozšiřování anarchistických letáků). Zapojil se do pokrokového hnutí mládeže a byl aktérem procesu s Omladinou, v němž byl roku 1894 odsouzen. Amnestie se dočkal roku 1895. V rámci pokrokového hnutí se orientoval na dělnické hnutí a v roce 1897 přešel do sociální demokracie. Angažoval se v družstevním hnutí. Roku 1904 založil ve Vršovicích první dělnický konzumní spolek. V rámci strany kladl důraz na družstevnictví a neztotožnil se plně s teorií marxismu. Byl vzdáleně inspirován teorií marxistického revizionismu. Roku 1900 založil Sborník mládeže socialistické s cílem podnítit rozvoj mládežnických organizací paralelně se sociálně demokratickou stranou. Sjezd strany v říjnu 1900 ovšem takovou myšlenku odmítl. Byl také redaktorem revue Akademie. Ve volbách do Říšské rady roku 1907 se stal poslancem Říšské rady (celostátní parlament), kam byl zvolen za okrsek Čechy 050. Usedl do poslanecké frakce Klub českých sociálních demokratů. Opětovně byl zvolen za týž obvod i ve volbách do Říšské rady roku 1911 a ve vídeňském parlamentu setrval do zániku monarchie. Koncem první světové války patřil v rámci sociálnědemokratické strany k takzvané radikálně socialistické opozici, která kritizovala politiku Bohumíra Šmerala. Bývá řazen i k takzvané národní opozici, která akcentovala český národní a státoprávní zájem.
V letech 1918-1919 zasedal v československém Revolučním národním shromáždění, kde zastupoval sociální demokraty. Během funkčního období se ale se stranou rozešel a podílel se na vytvoření Socialistické strany československého lidu pracujícího (více národovecky a méně marxisticky orientovaná, zaměřená na podporu družstevnictví) a byl z parlamentu odvolán na 56. schůzi v květnu 1919 (spolu se stranickým kolegou Josefem Hudcem).
Za novou politickou formaci, kterou pomáhal zakládat a kterou vedl, pak kandidoval v parlamentních volbách v roce 1920 a získal poslanecké křeslo v Národním shromáždění. V roce 1921 se ale Socialistická strana československého lidu pracujícího začala rozkládat vlivem sporů mezi Modráčkem a Hudcem, Modráček roku 1923 opustil poslanecký klub své strany a stal se hospitantem v poslaneckém klubu sociálních demokratů, čímž se vrátil do své původní strany (zatímco Josef Hudec přešel do klubu ideologicky opačně orientované Československé národní demokracie). Hudcovo křídlo chtělo Modráčka zbavit poslaneckého mandátu, ale jelikož mezitím přešlo k národním demokratům, tak Volební soud nezahájil řízení na zbavení mandátu, poněvadž tím nebylo kompetentní politické strany, která by mohla žádat zbavení Modráčka mandátu.
V parlamentních volbách v roce 1925 získal za sociální demokraty senátorské křeslo v Národním shromáždění. Mandát obhájil v parlamentních volbách v roce 1929 a parlamentních volbách v roce 1935. V senátu setrval až do jeho zrušení roku 1939, přičemž krátce předtím, v prosinci 1938, ještě přestoupil do nově zřízené Národní strany práce.
Podle údajů k roku 1920 byl profesí redaktorem ve Vršovicích. Jeho pravnučkou je politička přelomu 20. a 21. století a bývalá členka Sociální demokracie Petra Buzková.
V roce 1901 vystoupil z církve římskokatolické, záznam o vystoupení je vepsán v matrice u jeho narození. O několik měsíců později se oženil s Marií Hnátkovou, civilní sňatek uzavřeli na Okresní správě politické Vinohrady 8. června 1901.

## Dílo
- Samospráva práce (1918)
- Marxův názor na dějiny a socialism (1900)
- Otázka národní v sociální demokracii rakouské (1908)
- Společenský vývoj (1929)
- Cesty k socialismu (1932)